# Aminofenazon
Az aminofenazon (másik nevén amidazofen) egy pirazolonszármazék, erőteljes fájdalomcsillapító és lázcsillapító, valamint enyhe gyulladásgátló hatással rendelkezik, de a szalicilátoktól eltérően a húgysavürítést nem fokozza. 100–500 mg-os dózisban erősen és tartósan (5-8 óra) csökkenti a lázat.

## Története
Friedrich Stolz(de) német kémikus 1896-ban a propifenazon izopropil-csoportját dimetilamino-csoporttal helyettesítette. Így kapta az aminofenazont, mely a propifenozonnál erősebb láz- és fájdalomcsillapító, de egyúttal a mellékhatásai is erősebbek. Magyarországon (épp e mellékhatások miatt) 2007-ben vényköteles lett több más, korábban recept nélkül kapható szerrel együtt, azóta pedig az ezt tartalmazó készítmények mindegyikét kivonták a forgalomból, valamint a magisztrális gyógyszerkészítés során sem használható már alapanyagként.

## Farmakokinetikai tulajdonságok
Az aminofenazon más nem szteroid gyulladásgátlókhoz hasonlóan a prosztaglandin-szintetáz (ciklooxigenáz) enzim gátlása révén gátolja a prosztaglandin-endoperoxidok képződését, csökkenti az általuk kiváltott hyperalgesiát, illetve a hisztamin, bradikin által okozott fájdalmat, gyulladásos ödémát, erythemát. Hatásában szerepet játszik az adenil-cikláz aktiváció csökkentése, illetve a nociceptorokban való kalcium beáramlás gátlása. Gyulladáscsökkentő hatása során csökkenti a kapilláris permeabilitást, a hisztamin felszabadulást és a fehérvérsejtek kiáramlását.
Orálisan jól felszívódik. A szervezetben az aminofenazon zöme átalakul, csak néhány százaléka ürül változatlan formában. Metabolizmusa a májban történik, demetilálódás illetve acetilálódás révén. E metabolitok közül a demetilálódás révén keletkező metabolit még hatékony. A kis mennyiségben képződő rubazonsav festi a vizeletet vörösre.

## Javallatok
- fájdalom
- láz

## Ellenjavallatok
- allergia pirazolon származékokra
- granulocytopenia (<1500/mm3) vagy agranulocytosis az anamnézisben
- 1 éves kor alatt
- porphyria hepatica
- glukóz-6-foszfátdehidrogenáz (G6PD) hiány

Relatív ellenjavallatok:
- terhesség
- szoptatás
- gépjárművezetés
- balesetveszélyes munka

## Mellékhatások
- hányinger, hányás
- étvágytalanság
- hasmenés
- bőrkiütések
- alacsony vagy magas vérnyomás
- tachycardia
- anafilaxiás sokk
- agranulocytosis
- leukocytopenia
- thrombocytopenia
- anaemia
- álmosság vagy nyugtalanság
- szédülés

## Adagolás
Szokásos hatásos dózis: 100–500 mg; 3x/nap

## Készítmények
Magyarországon:
Önállóan:
- GERMICID végbélkúp
- SUPPOSITORIUM ANTIPYRETICUM PRO INFANTE FoNo VII.

Kombinációban:
- ANTINEURALGICA tabletta (aminofenazon + fenacetin(en))
- DEMALGON tabletta (aminofenazon + karbromal(en))
- DEMALGONIL injekció (aminofenazon + allobarbitál(en))
- DOLOR tabletta (aminofenazon + fenacetin(en))
- GERMICID-C végbélkúp (aminofenazon + fenobarbitál)
- MERISTIN MEDISAN tabletta (aminofenazon + fenobarbitál)
- MERISTIN tabletta (aminofenazon + fenobarbitál)